# Копша-Микэ
Копша-Микэ (рум. Copșa Mică) — город в Румынии в составе жудеца Сибиу.

## История
Археологические находки показывают, что эти места были обитаемы с древнейших времён. Первое упоминание населённого пункта в документах относится к 1402 году. В 1510 году он получил статус «свободной деревни»; за это его жители должны были охранять дорогу Блаж—Сигишоара, являвшуюся главной транспортной артерией Восточной Трансильвании. Во второй половине XIX века населённый пункт стал важным транспортным узлом в результате строительства железных дорог. 
С 1913 года здесь началась добыча метана. В 1930-х годах было построено предприятие по получению технического углерода из метана, а также предприятие по выплавке цинка. Из-за их деятельности к концу XX века Копша-Микэ стал одним из самых загрязнённых городов Европы.
Статус города Копша-Микэ получил в 1961 году.